# Blooper
El anglicismo blooper (en castellano, chascarro, chascarrillo, gazapo, perlita, palabra, embarrada, error [garrafal], fallo [estrepitoso],  pifia o metedura de pata) se refiere a un embarazoso error cometido en público. El término tiene su origen en la onomatopeya bloop, por el ruido molesto y repentino provocado por una radio causando una interferencia sobre otra.

## Otros usos
Por extensión, también es usado, según el contexto, como cantada, planchazo, tropezón bochornoso, caída embarazosa o para una pequeña secuencia de un filme o vídeo que contiene un error hecho por un miembro de la producción, tomando entonces el nombre de toma falsa. Estas escenas, a veces, son usadas en programas de televisión u ocasionalmente son revelados durante los créditos de la película. 
En Chile, estos bloopers son llamados "chascarros". 
Muchas películas de comedia incluyen un armado con los errores de la película mientras despliegan los créditos de esta. Casos extremos son las secuencias al final de las películas animadas A Bug's Life, Toy Story 2 o Monsters, Inc., en donde se presentan escenas artificiales en las cuales los personajes cometen errores durante la filmación ficticia de la película.